# Tour of California
Il Tour of California (it. Giro della California) è stata una corsa a tappe maschile di ciclismo su strada che si disputava annualmente nello stato della California, Stati Uniti. Inizialmente inserito nel calendario dell'UCI America Tour come prova di classe 2.HC, dal 2017 è entrato nel calendario UCI World Tour; inserito come prova World Tour anche per la stagione 2020, venne annullato per difficoltà economiche, con la speranza di poter essere riproposto a partire dal 2021. Da allora non è stato reso noto alcun piano per tornare ad organizzare la corsa. Dal 2015 era affiancato, negli stessi giorni di svolgimento, da un'omonima corsa a tappe femminile.

## Storia
La prima edizione risale al recente 2006. La gara era sponsorizzata dalle industrie Amgen, prendendo così il nome di "Amgen Tour of California", ed aveva normalmente una durata di otto giorni. Il percorso si snodava per più di mille chilometri, da San Francisco a Los Angeles.
Il record di vittorie di tappa appartiene allo slovacco Peter Sagan con 13 successi, mentre Levi Leipheimer detiene il record di successi in classifica generale e quello di permanenza con la maglia oro di leader della generale, 20 giorni (originariamente erano 22, dai quali poi sono stati tolti, per doping, i 2 giorni in cui ha indossato la maglia di leader della generale nell'edizione 2006).
Il più giovane corridore a vincere la corsa è stato Tadej Pogačar che, a soli 20 anni conquistò l'edizione 2019 davanti a Sergio Higuita e Kasper Asgreen.

## Albo d'oro
Aggiornato all'edizione 2020.
| Anno | Vincitore                      | Secondo                        | Terzo                          |
| ---- | ------------------------------ | ------------------------------ | ------------------------------ |
| 2006 | Floyd Landis                   | David Zabriskie                | Bobby Julich                   |
| 2007 | Levi Leipheimer                | Jens Voigt                     | Jason McCartney                |
| 2008 | Levi Leipheimer                | David Millar                   | Christian Vande Velde          |
| 2009 | Levi Leipheimer                | David Zabriskie                | Michael Rogers                 |
| 2010 | Michael Rogers                 | David Zabriskie                | Levi Leipheimer                |
| 2011 | Chris Horner                   | Levi Leipheimer                | Tom Danielson                  |
| 2012 | Robert Gesink                  | David Zabriskie                | Tom Danielson                  |
| 2013 | Tejay van Garderen             | Michael Rogers                 | Janier Acevedo                 |
| 2014 | Bradley Wiggins                | Rohan Dennis                   | Lawson Craddock                |
| 2015 | Peter Sagan                    | Julian Alaphilippe             | Sergio Henao                   |
| 2016 | Julian Alaphilippe             | Rohan Dennis                   | Brent Bookwalter               |
| 2017 | George Bennett                 | Rafał Majka                    | Andrew Talansky                |
| 2018 | Egan Bernal                    | Tejay van Garderen             | Adam Yates                     |
| 2019 | Tadej Pogačar                  | Sergio Higuita                 | Kasper Asgreen                 |
| 2020 | annullato per motivi economici | annullato per motivi economici | annullato per motivi economici |

### Vittorie per nazione
Aggiornato al 2020.
| Pos. | Nazione       | Vittorie |
| ---- | ------------- | -------- |
| 1    | Stati Uniti   | 6        |
| 2    | Australia     | 1        |
| 2    | Paesi Bassi   | 1        |
| 2    | Regno Unito   | 1        |
| 2    | Slovacchia    | 1        |
| 2    | Francia       | 1        |
| 2    | Nuova Zelanda | 1        |
| 2    | Colombia      | 1        |
| 2    | Slovenia      | 1        |

## Altre classifiche
| Anno | Punti                          | Scalatori                      | Giovani                        | Squadre                        |
| ---- | ------------------------------ | ------------------------------ | ------------------------------ | ------------------------------ |
| 2006 | Olaf Pollack                   | Levi Leipheimer                | Thomas Peterson                | Team CSC                       |
| 2007 | Juan José Haedo                | Christophe Laurent             | Robert Gesink                  | Team CSC                       |
| 2008 | Dominique Rollin               | Scott Nydam                    | Robert Gesink                  | Team Slipstream-Chipotle       |
| 2009 | Mark Cavendish                 | Jason McCartney                | Robert Gesink                  | Astana                         |
| 2010 | Peter Sagan                    | Thomas Rabou                   | Peter Sagan                    | Garmin-Transitions             |
| 2011 | Peter Sagan                    | Jason McCartney                | Tejay van Garderen             | Team Garmin-Cervélo            |
| 2012 | Peter Sagan                    | Sébastian Salas                | Wilco Kelderman                | RadioShack-Nissan              |
| 2013 | Peter Sagan                    | Carter Jones                   | Lawson Craddock                | BMC Racing Team                |
| 2014 | Peter Sagan                    | Will Routley                   | Lawson Craddock                | Garmin-Sharp                   |
| 2015 | Mark Cavendish                 | Daniel Oss                     | Julian Alaphilippe             | Team Sky                       |
| 2016 | Peter Sagan                    | Evan Huffman                   | Neilson Powless                | BMC Racing Team                |
| 2017 | Peter Sagan                    | Daniel Jaramillo               | Lachlan Morton                 | Team Sky                       |
| 2018 | Fernando Gaviria               | Toms Skujiņš                   | Egan Bernal                    | Team Sky                       |
| 2019 | Kasper Asgreen                 | Davide Ballerini               | Tadej Pogačar                  | EF Education First             |
| 2020 | annullato per motivi economici | annullato per motivi economici | annullato per motivi economici | annullato per motivi economici |